# Своде
Своде е село в Западна България. То се намира в Община Правец, Софийска област.

## География
Село Своде се намира в планински район. Намира се на река Малък Искър, на мястото, където в нея се влива река Бебреш, на пътя Правец – Роман. По черен път може да се стигне до с. Боженица.
Най-близките съседни села са: с. Калугерово (нагоре по реката), с. Средни рът (надолу по реката).

## Културни и природни забележителности

### Чекотинския манастир
В близост до селото се намира „Чекотинския“ манастир. На десетина километра северно от Ботевград, сред кичестите хълмове на Старопланинската предпланина се намира старият манастир „Св.Архангел Михаил“. Наричат го Чекотински, защото е прикътан в котловидния бряг на Чекотинския дол. Наоколо по слънчевите склонове са домовете на потомци от старобългарско село – Чекотин1, което след ХVІІІ век е махала на своя приемник село Калугерово. От средновековните манастирски сгради е оцеляла само старинната църква, чиято форма загатва стила от времето на Охридските църкви „Св.Климент“ и „Св.Наум“, въпреки че най-ранните икони и стенописи, опазени през вековете, са от ХІІ век. Следи от стари основи, вторично употребени делани камъни, антични култови знаци върху скален блок и мраморни плочи из подовата настилка свидетелствуват, че църквата е изграждана и с отломки от древен езически храм.

### Крепостта Урвич
В краевецкия труд „История на село Своде“ авторът Васил Нитов прави подробно историческо описание на миналото на селото с географски и етнографски бележки. Разгледани са в исторически план крепостта „Урвич“ и Чекотинския манастир намиращи се в близост до село Своде. Чрез увлекателната си повест „Огнянъ Огненъ“ авторът Васил Нитов сполучливо е пресъздал един момент от славното и героично минало на Орханийския край. В близост до селото се намира крепостта „Урвич“, която е само на 5 км на юг от него. Малката височина Урвич, намираща се на два-три километра южно от с.Боженица и на четири-пет от с.Своде става популярна след Първата световна война. Когато България поема последствията от края на Първата световна война, завършила с втора национална катастрофа за родината ни.
„Когато нашата Родина изстрадваше мъките с покрусата на Първата световна война, завършила с втора национална катастрофа, от Боженската махла Урвич се разнесе чудна новина. Из небитието на мъртвото минало на такова черно време и по-трагично последствие, сякаш за утеха и в подкрепа на изтерзаната народна душа, се появиха знаменити огнени думи. Открил ги беше дядо Неделко Уменковски, коренен жител и Урвички потомък, чиято пастирска колиба беше в подножитето на историческите руини. През 1918 година, след една дъждовна буря през месец юни, тоя бурен планинец изкачил Урвичката височина (566 м – б.а) „за да види какво са поразили трескавиците и гръмотевиците“. Пред погледа му се изпречил паднал от скалата клен (вид явор – б.а). Неговото коренище се било откорещило от скалата заедно с оскъдната земя, която го хранила дотогава. На открилата се и измита от дъжда скална лавица дядо Неделно видял „писмо като новоизковано“, думите от разкривения словоред, като въглени парнали на патриотичното сърце на урвичкия потомък (защото той беше грамотен – б.а), който избързал и слязъл в селото, за да разкаже за това „чудо и поличба“. Отпосле Боженският учител Иван Поплазаров, поканил професор Мутафчиев, който през зимата на учебната 1919 г. разчел лесноразбираемия надпис: АЗ СЕВАСТ ОГНЯН БЕХ КЕФАЛИЯ ПРИ ЦАР ИВАН ШИШМАН. В ТОВА ВРЕМЕ ВОЮВАХ С ТУРЦИТЕ И МНОГО ЗЛО ПАТИХ. АЗ СЕ БИХ ЗА ВЯРАТА НА ЦАР ИВАН ШИШМАН. Малко по-нагоре вляво АЗ ДРАГОМЪР ПИСАХ, професорът превел неубедително на Драгомир, затова така и се преповтаря често.“ 
През 1923 г. професор Мутафчиев в сп. БАН, кн. XXII, публикува монография посветена на Урвич, в която нарече тоя Огнянов надпис „БОЖЕНСКИ“.

## Редовни събития
Събор – първата неделя на август.

## Други
Има условия за риболов, с изобилие от видове и удобни места за ловене.

## Галерия
- Църквата и камбанарията на село Своде.
- Паметникът на падналите през войните от село Своде.
- Клуб на възрастните и хората с увреждания в Своде.